# 87式地雷散布装置

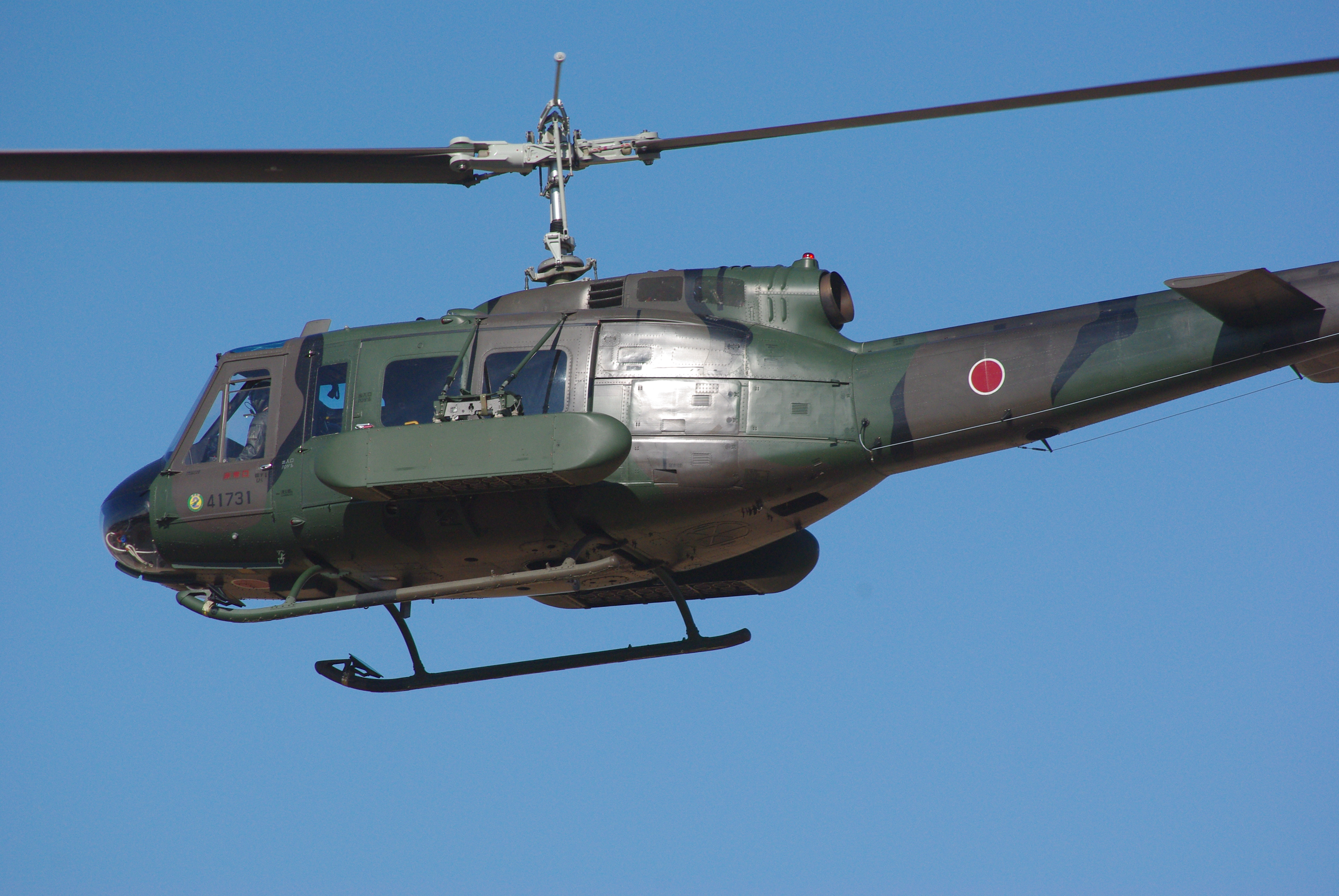
UH-1Hヘリの側面に装備された箱状のものが87式地雷散布装置

87式地雷散布装置（はちななしきじらいさんぷそうち）は、陸上自衛隊の装備する地雷散布装置である。

## 概要
航空散布装置であり、UH-1などの汎用ヘリコプターの機外側面に装着し使用する。低空を航過しつつ装置内に装填された対戦車地雷を散布し、地雷原の構成を行う。散布容器の外部形状は丸みを帯びた方形であり、2個1組でヘリ機体の左右に搭載される。1個の散布容器には87式ヘリコプター散布対戦車地雷18個が収納されており、左右の装置で計36個の地雷が装填できる。地雷は筒状の放出器に入れられ、散布容器の側面から収容される。散布時は容器下部の穴より投下する。
かつては、87式ヘリコプター散布対人地雷も運用できたが、こちらは対人地雷の使用、貯蔵、生産及び移譲の禁止並びに廃棄に関する条約の批准に伴い、2003年までに廃棄している。

## 要目
- 散布容器全長：約2,610mm[1]
- 散布容器全幅：約470mm[1]
- 散布容器全高：約570mm[1]
- 全備重量：約700kg[1]
- 搭載地雷数：計36個[3]

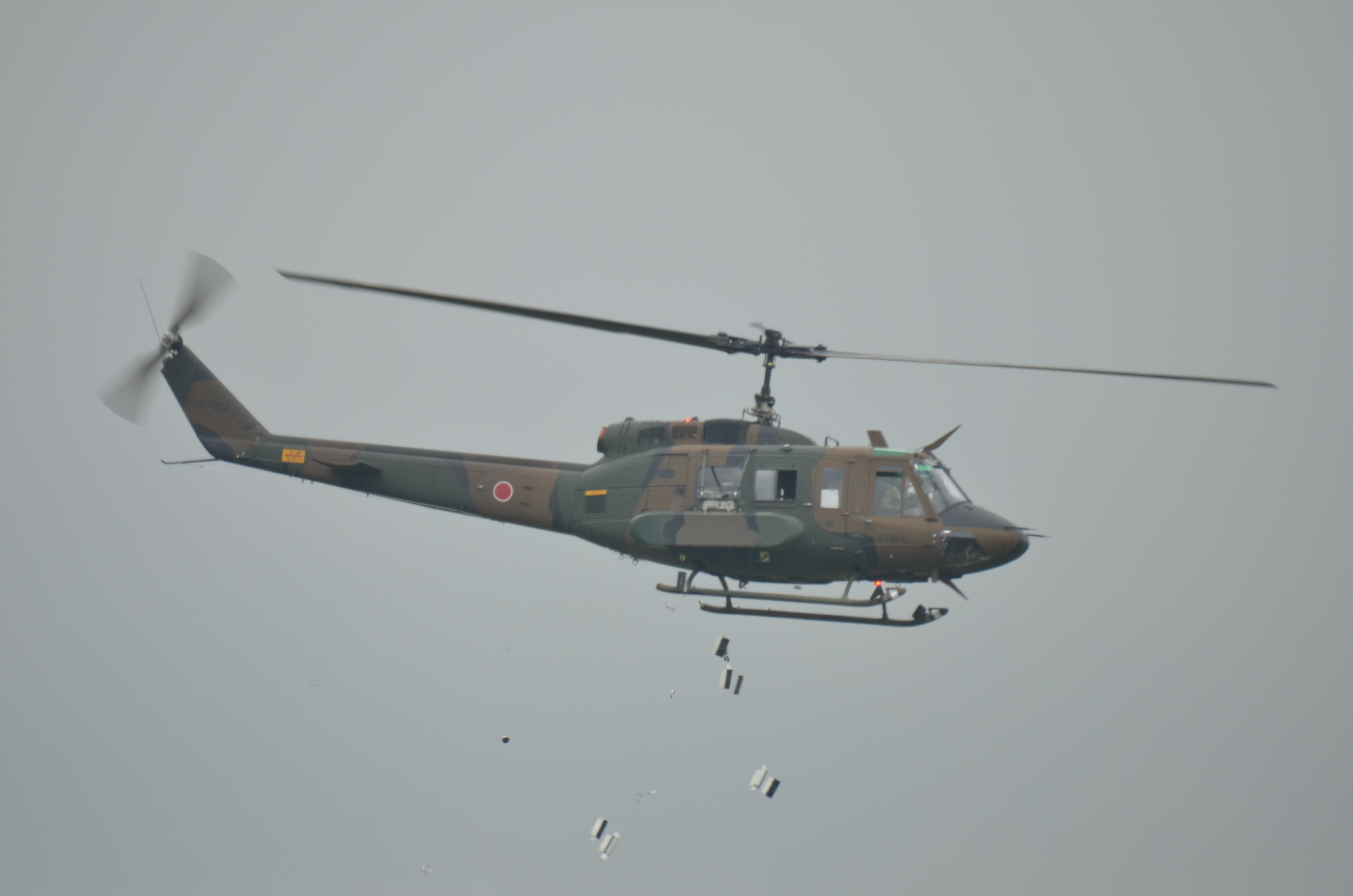
散布時の様子
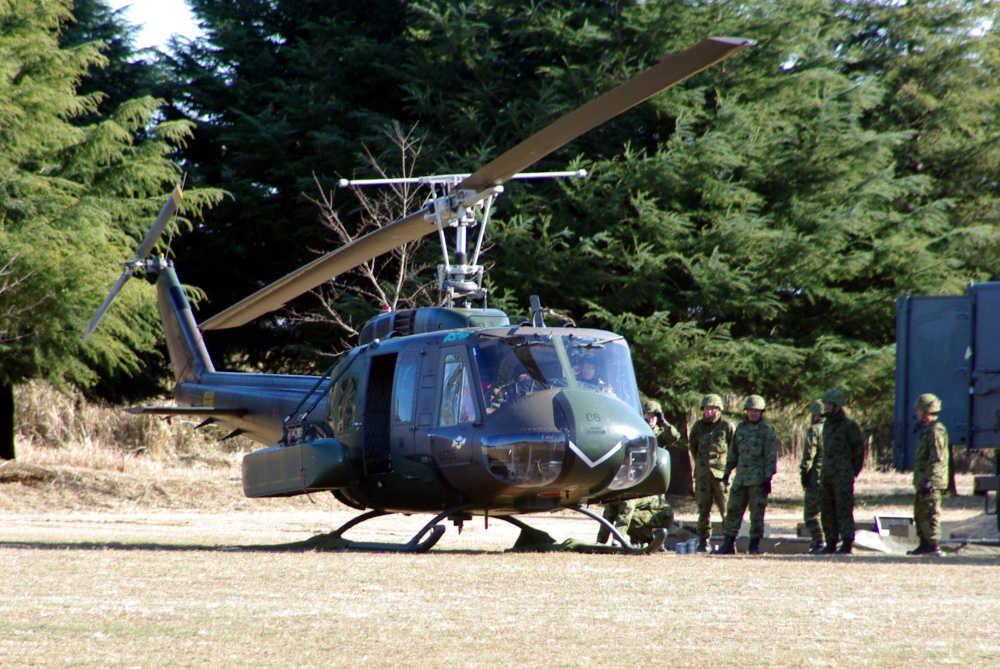
装置取り外し過程
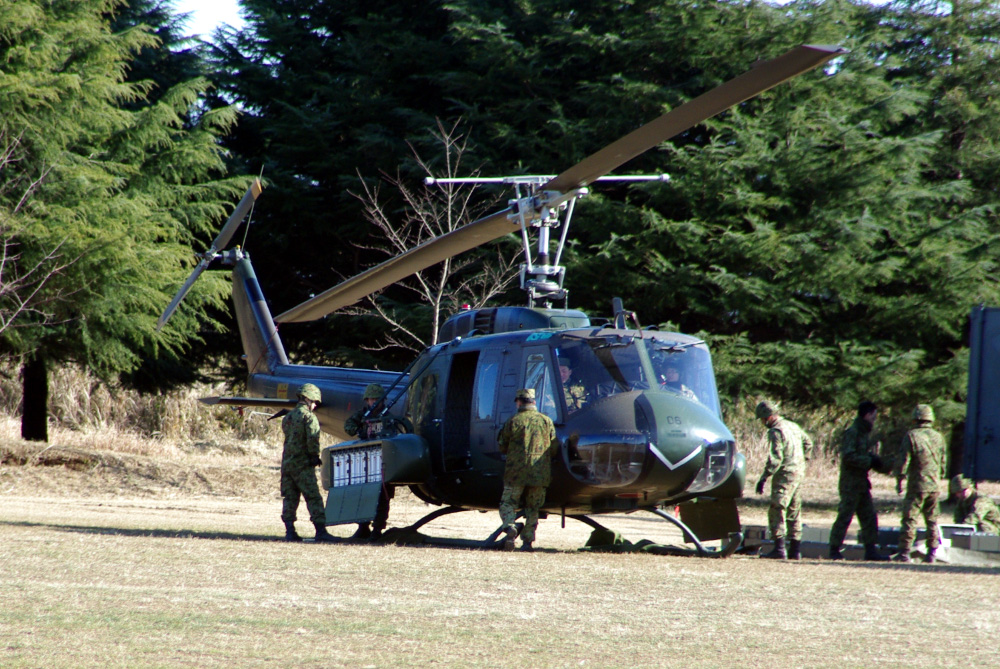
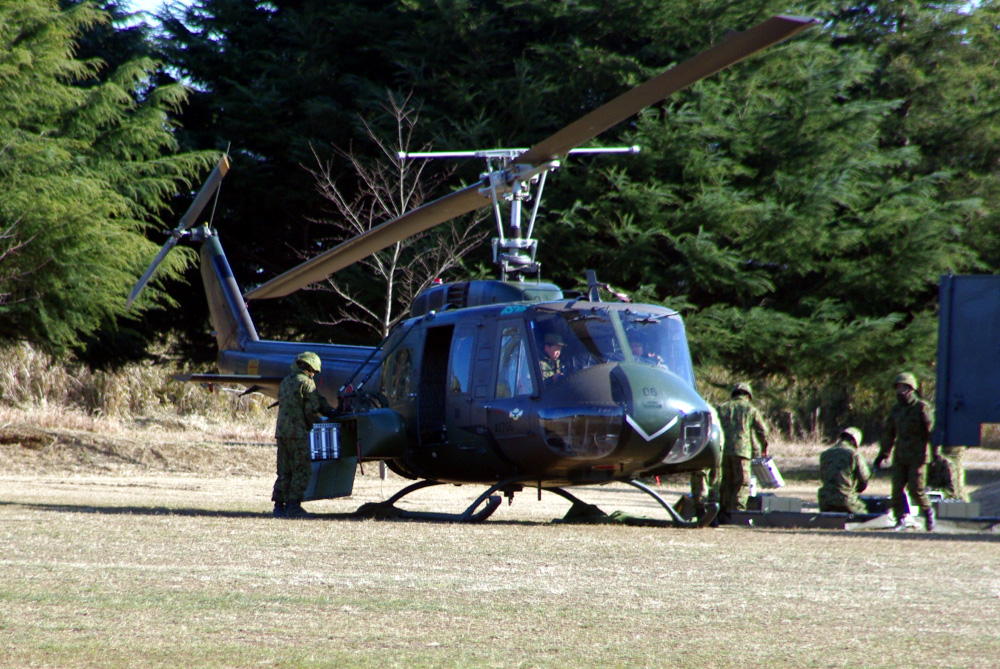
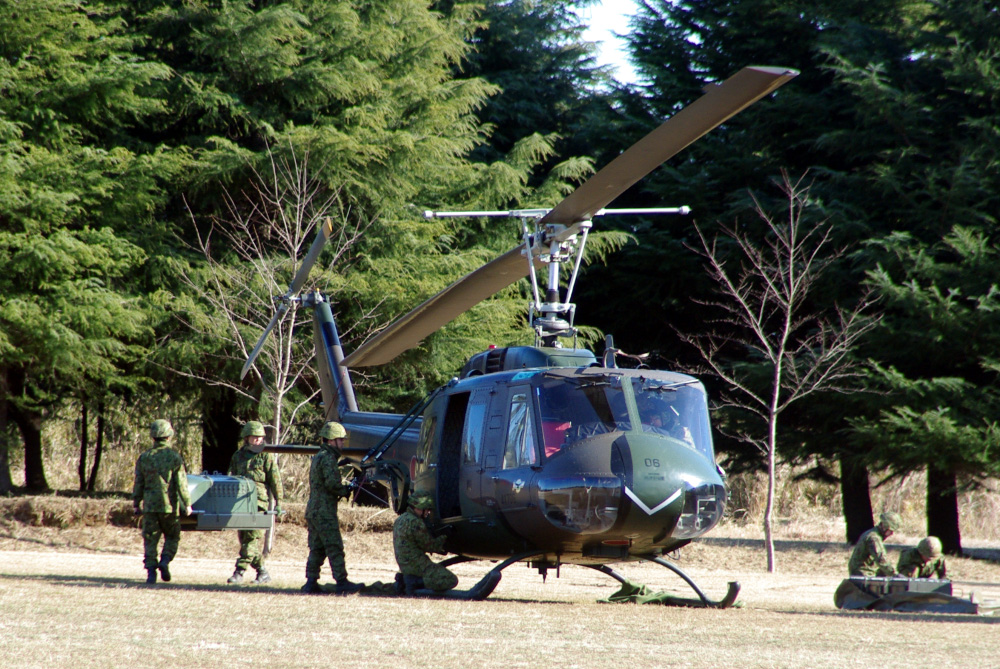